# Le Petit-Celland
Le Petit-Celland é uma comuna francesa na região administrativa da Normandia, no departamento Mancha. Estende-se por uma área de 6,65 km². Em 2010 a comuna tinha 182 habitantes (densidade: 27,4 hab./km²).